# Tethionea hollandiae
Tethionea hollandiae là một loài bọ cánh cứng trong họ Cerambycidae.